# اریک جونز (بازیکن فوتبال، زاده ۱۹۱۵)
اریک جونز (انگلیسی: Eric Jones; ۱۵ فوریهٔ ۱۹۱۵ – ۲ اکتبر ۱۹۸۵) بازیکن فوتبال اهل بریتانیا بود.
از باشگاه‌هایی که در آن بازی کرده‌است می‌توان به باشگاه فوتبال ولورهمپتون واندررز، باشگاه فوتبال برنتفورد، باشگاه فوتبال پورتسموث، باشگاه فوتبال کرو آلکساندرا، باشگاه فوتبال کیدرمینستر هاریرس، باشگاه فوتبال استوک سیتی و باشگاه فوتبال وست برومویچ آلبیون اشاره کرد.